# Rita Longa
Rita Longa Aróstegui (La Habana, Cuba, 14 de junio de 1912 — ibídem, 29 de mayo de 2000) fue una escultora cubana.
Primero estudió arte comercial y posteriormente asistió brevemente a la Academia de Bellas Artes de «San Alejandro». Sus obras eran fundamentalmente de bronce, mármol y madera.
«Ritmo, movimiento, gracia, refinamiento y elegancia son algunas de las cualidades que definen la cualidad orgánica de las piezas creadas por esta artista».
Influenciada por el art déco, Longa creó obras que han devenido símbolos de los lugares en dónde se encuentran ubicadas. Sus «Venados» (1947) representan a una familia de esos animales a la entrada del «Zoológico de 26», en La Habana. «La Virgen del Camino» (1948) situada en la intersección de importantes rutas habaneras conocidas como la Calzada de Güines, la Vía Blanca y la Carretera Vieja de Guanabacoa. La «Bailarina» de mármol (1950) preside la entrada del internacionalmente conocido Cabaret «Tropicana». Una escultura de bronce del jefe indio «Hatuey» (1953) se convirtió en el símbolo de la cerveza Hatuey de Cuba.
Quizás la obra más conocida de Longa es su escultura modernista «Shape, Space and Light» (1953) ubicada en la entrada principal del Museo Nacional de Bellas Artes en La Habana.

## Las Tunas: «Ciudad de Esculturas»

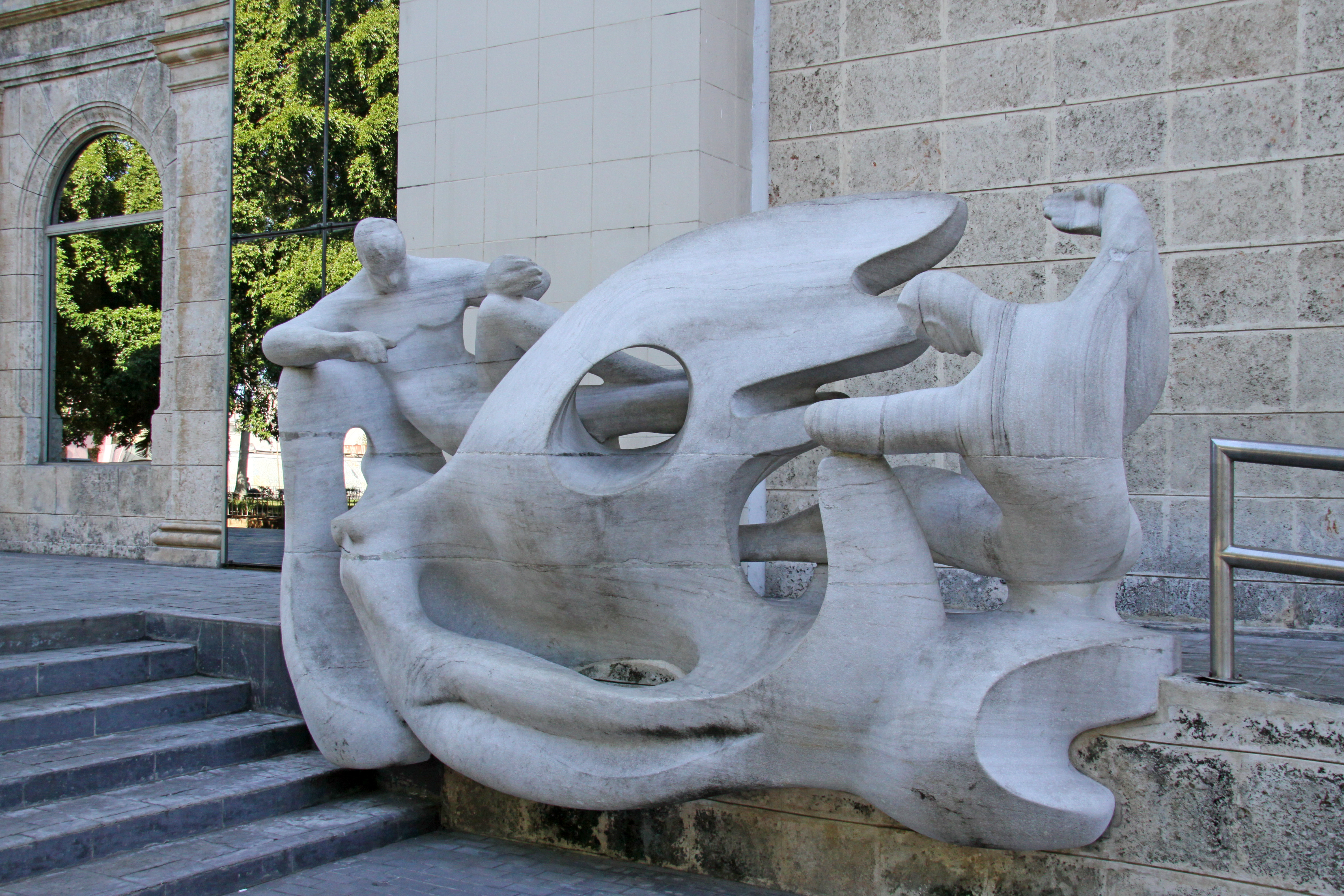
Escultura de mármol de Rita Longa (1953), La Habana, Cuba.

A iniciativa de Rita Longa, en la ciudad de Las Tunas, en la región suroriental de Cuba, la cual ella consideraba su segundo hogar, se erigieron más de 125 obras de arte en espacios públicos. Su estatua de bronce de José Martí, el «Apóstol de la Independencia Cubana», situada en la Plaza Martiana, que se fusiona con un reloj solar.

## La Aldea Taína
La escultora a menudo visitaba la Península de Zapata, hogar de los Taínos, pueblos indígenas de Cuba. Fascinada por su cultura, ella creó 25 esculturas de tamaño humano de polvo de mármol y concreto, representando su vida diaria. Estas obras están ahora dispersas alrededor de una aldea taína reconstruida en Guamá, que ella diseñó junto al arquitecto Mario Girona.

## El gallo en Morón
En Morón (Cuba) hay una estatua del emblemático Gallo de Morón, refiriéndose al Morón de Andalucía, España, obra ejecutada por Longa en 1982.

## Premios y exposiciones
- 1935 Primer Premio del Salón Nacional de Pintura y Escultura del Colegio def Arquitectos.
- 1936 Medalla de Oro en el XIX Salón de Bellas Artes, en La Habana.
- 1945 Primer Premio en el Monumento de la Conquista del Soldado de las Guerras de Independencia.
- 1949 Primer Premio del Congreso Pan-Americano de Arquitectos.
- 1951 Medalla de Oro en la Exhibición de la Liga de Arquitectura en Nueva York.
- 1988 Orden Félix Varela, el más alto reconocimiento en Cuba por méritos culturales.
- 1995 Premio Nacional de Bellas Artes, compartido con Agustín Cárdenas.
- 2012 Exhibición en el Museo Nacional de Belles Artes, en La Habana presentando 29 de sus obras en el 100 aniversario de su nacimiento.